# Калугин, Валерий Фёдорович
Валерий Фёдорович Калугин (21 января 1939, Заплатино, Горьковская область — 8 мая 2004, Нижний Новгород) — советский футболист, защитник, советский и российский футбольный тренер. Мастер спорта СССР (1963).

## Биография

### Карьера игрока
Воспитанник футбольной секции «Спартак» (Павлово).
На взрослом уровне начал выступать в павловском «Торпедо» в первенстве РСФСР среди коллективов физкультуры. В 1959 году перешёл в горьковское «Торпедо», в котором провёл полтора сезона в классе «Б». В ходе сезона 1960 года вернулся в Павлово, с местной командой стал чемпионом области, затем через переходные матчи «Торпедо» заслужило право на выход в соревнования мастеров. В 1961 году стал участником 1/8 финала Кубка СССР, где павловская команда уступила бакинскому «Нефтянику».
С 1962 года снова выступал в Горьком за местные команды «Ракета» и «Волга», в обеих командах был капитаном. В составе «Волги» в 1964 году сыграл 26 матчей в высшей лиге, дебютный матч провёл 28 марта 1964 года против «Молдовы». Всего за «Волгу» сыграл более 150 матчей.
В конце карьеры снова играл за павловское «Торпедо», где был капитаном и играющим тренером, ассистируя Василию Рыбакину. Завершил игровую карьеру в 1970 году, когда павловский клуб потерял статус команды мастеров.

### Карьера тренера
Начал самостоятельную тренерскую карьеру в 1971 году в магнитогорском «Металлурге». Затем дважды возглавлял казанский «Рубин», горьковскую «Волгу» и саранскую «Светотехнику», ещё раз возвращался в магнитогорский клуб, а также тренировал «Дружбу» (Йошкар-Ола). Последним клубом стало павловское «Торпедо», уже в российском первенстве.

## Личная жизнь
Сын Антон (род. 1966) тоже стал футболистом, играл на позиции вратаря за павловское «Торпедо» и любительские клубы Нижегородской области, в 2010-е годы работает детским тренером в ДЮСШ «Сормово».
Скончался в Нижнем Новгороде 8 мая 2004 года на 66-м году жизни после тяжелой и продолжительной болезни. Похоронен на Ново-Сормовском кладбище.